# Johannes Døberens Kirke (Korzkiew)
Kirken for Johannes Døberens Fødsel (polsk: Kościół Narodzenia świętego Jana Chrzciciela) er en romersk-katolsk sognekirke i landsbyen Korzkiew i Krakow Stift i det sydlige Polen. Kirken er navngivet efter sin skytshelgen Johannes Døberen og opførtes i 1623, hvor godsejer Alexander Ługowski finansierede opførelsen af kirken i barok stil, som den stadig fremstår den dag i dag. Kirken opførtes på samme sted, hvor der tidligere stod en trækirke, som opførtes i den anden halvdel af det 14. århundrede.